# Balaszagun
Balaszagun (kirgiz nyelven Баласагун vagy Баласагын Balasagyn; kínai  nyelven 八剌沙袞) ősi szogd város volt a mai Kirgizisztánban, a Csüj-völgyben, Biskek és az Iszik-köl tó között. Az egykori Selyemút mellett elhelyezkedő város romjait 2014-ben felvették az UNESCO világörökségi listájára a Selyemutak: a Chang'an–Tianshan-folyosó Útvonalhálózatának Világörökség részeként.

## Története

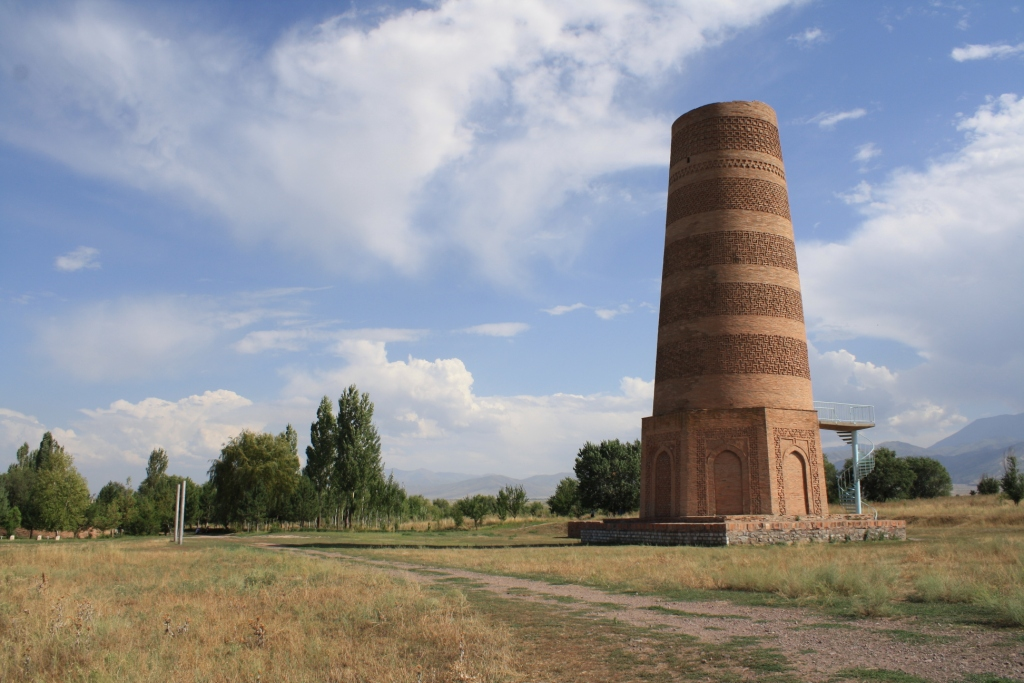
Burana torony

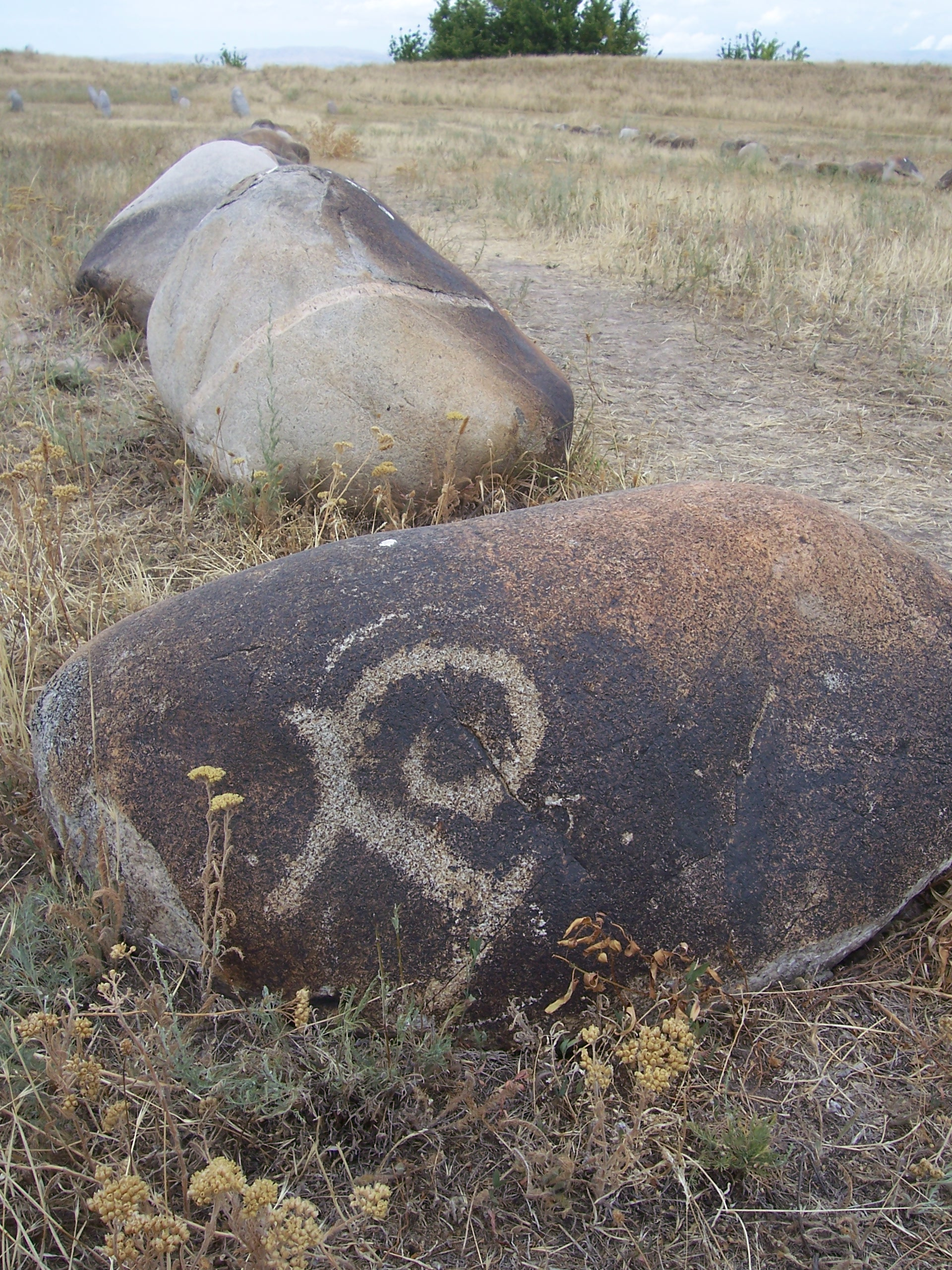

Balaszagunt az iráni eredetű szogdok alapították, a szogd nyelvet pedig a 11. századig még használták a városban.
A Balaszagun a 10. századtól a Kara-Khanid Kánság fővárosa volt egészen 1134-ig, amíg a Karakitaj Birodalom (Nyugati Liao-dinasztia) el nem foglalta. Később, 1218-ban a mongolok foglalták el, akik Gobaliknak („szép város”) nevezték.
A 9. században a Karahánid Kánság által alapított Balaszagun városa hamarosan átvette a Tokmoktól 8 km-re nyugatra fekvő Suyab szerepét, amely addig a Csu folyó völgyének fő politikai és gazdasági központja volt; Balaszagun jóléte azonban a mongol hódítás után csökkent. A városnak jelentős nesztoriánus keresztény lakossága is volt; egyik temetőjük még a 14. században is használatban volt. A 14. század óta Balaszagun csak egy nagy romos falu Tokmoktól 12 kilométerre délkeletre.

## Régészet
Tokmok szélén a mai Balaszagun falutól 6 kilométerre található „Burana zóna”, amely az ősi város nyugati vége volt. A terület magában foglalja a Burana-tornyot és a kősziklák mezőjét, a Kurgán sztéléket.

## Híres személyek
- Yūsuf Balasaguni ismert költő, a Kutadgu Bilig írója a 11. században Balaszagunban született.

## Nevezetességek
- Burana torony - egy 11. században épült minaret elnevezése, amely az ősi Balaszagun város romjain épült fel. Magassága 24 méter, bár építése idején még  meghaladta a 46 métert is, azonban az évszázadok során a földrengések sok kárt okoztak benne. A jelenlegi épület az 1970-es években jelentős felújításon esett át.